# 戰鬥美少女的精神分析
《戰鬥美少女的精神分析：從心理學、動漫媒體及日式空間看陽具少女的誕生與御宅族心理》，簡稱《戰鬥美少女的精神分析》，是精神科醫師齋藤環撰寫的文化研究書籍，於2000年4月經太田出版發行。中譯本在2023年2月經心靈工坊出版，由林詠純翻譯。

## 背景
1989年，日本發生宮崎勤事件，當時的媒體從犯人的收藏中找到一些動漫作品後，報導他為「御宅族殺人犯」。自此當地公眾對御宅族的印象極為欠佳，並開始關注此一族群與性的關係。作者兼精神科醫師齋藤環認為從那時開始學術界對御宅族欠研究，因此想從精神醫學的角度研究他們。到了《戰鬥美少女的精神分析》出版時（2000年），上述印象已大幅消退，但御宅族仍以其他負面印象定型，不過仍有一些正面話語出現，例如認為他們「打破了西方文化霸權」。
作者雖然是特攝片粉絲，但對二次元美少女角色不感興趣。因為對動漫作品的角色無法產生性欲，因此對能夠產生有關欲望的御宅族感興趣，進而為此作研究。而他在觀賞亨利·达尔格的作品時，受它們啟發，認為該些作品跟日本動漫的戰鬥美少女有一定的共通之處，然後構想出有關後者的理論，以此為基礎撰寫《戰鬥美少女的精神分析》。

## 內容
齋藤環在著作中套用拉岡的精神分析理論，以此為基礎分析御宅族和戰鬥美少女。他先介紹自己對御宅族的定義，認為這一群體僅存於日本；而他們跟其他人不同的地方在於對現實和虛構同樣地重視，並能對完全虛構的人物產生性欲。他认为他們並非如既有印象中「幼稚」，還說御宅族的性具高度表演性，能從消費有關作品上感受到了戰鬥美少女的「真實」。但即使如此，他們還是知道現實和虛構的區別。齋藤認為他們的精神不屬於病態，並說他們從作品當中感受到的虛構真實跟現實沒有關係。之後總結日本海外的「御宅族」的來信，信件內容很多都跟他們對性的態度有關，並加入自己的分析，認為對虛構的性欲望可以跟「健康的性生活」共存，即與其消費的「變態」作品相比，其本人的現實性生活相當「正常」。
接下來他則探討「戰鬥美少女在日本以外的地方存在與否」的問題。他在綜合日本海外的動漫迷的說法的同時，又分析西方的潛在「戰鬥美少女」例子。結論認為戰鬥美少女只存在於日本媒體。途中又引用多名西方心理學家的觀點，指消費動畫跟現實中的性越軌沒有關係。除此之外，他還分析了亨利·达尔格的生平及其作品，他認為該人的作品跟日本的戰鬥美少女有一些共通點——达尔格的一部作品刻畫了長有陽具的少女跟成人戰鬥的故事。根據齋藤的分析，达尔格在作品中除表露出對兒童和施虐的性偏好外，還有「對去勢的抗拒」；他還認為达尔格本人的性格跟家裡蹲有一些共同點。
接下來則回到戰鬥美少女上，總結該類型的角色在日本動畫當中的歷史，範圍涵蓋1960年代至1990年代，並寫道戰鬥美少女在1990年代之前的西方並不存在。最後則表示動漫是日本獨有的文化，因為它所描畫的漫符是當地才有的。根據他本人的觀察，該些作品具有三大特點——「時間流動較慢」、「創作者透過不同角色表露出自己的多重人格」、「能夠在改編到其他媒體的同時保留原本的符號」。並寫道與西方不同的是，日本作品需要以性支撐現實。人們被戰鬥美少女吸引的原因則在於她們處於幻想世界，並在戰鬥中表露出自己脆弱純潔的一面，但同時能戰勝強敵。以精神分析學的觀點來看，她們是因為戰鬥能力而受歡迎的「陽具少女」，但其陽具沒有發揮作用的可能性。即使如此，她還是透過戰鬥成為「真正的陽具」。而正因為她是空洞的，所以才能吸收人們的欲望，讓之被視為「真實」。

## 評價
本作的英譯本翻譯者J. 基思-文森特（J. Keith Vincent）批評作者寫得很差，當中論據不充分。同樣，瑞秋·杜馬斯（Raechel Dumas）在《日语语言文学》上批評著作論點「自相矛盾和脆弱」，觀點具「選擇性」。保罗·比蒂（Paul T. Beattie）在《奇幻艺术研究》（Journal of the Fantastic in the Arts）上評論道《戰鬥美少女的精神分析》雖「具開創性，但視野太淺」，並說讀者對這本書的觀點取決於他們對拉岡的看法。凯西·布里恩扎（Casey Brienza）在《圖像小說及漫畫研究期刊》（Journal of Graphic Novels and Comics）上反稱讚該本書「发人深省又有趣」，但同時表示內容質量不一。
比蒂和杜馬斯皆批評著作所使用的精神分析理論。前者指責它過時。後者則指其過於父權。杜馬斯還批評著作以異性戀為中心，把同性戀形容為「變態」。福雷斯特·格林伍德（Forrest Greenwood）在《Mechademia》上亦對作者把精神分析學理論套用在御宅族上表示差評。他除指責作者自行定義用語外，還認為其在著作中混淆了精神分析學中的陽具與現實中的陽具。杜馬斯跟《ImageTexT》的評論者凯瑟琳·海曼（Kathryn Hemmann）分別批評著作欠缺女性視角。不過海曼還批評著作整體結構不佳，但其本人還是推薦它給「研究性別表現、文化政治、日本文化」的人閱讀；迈克尔·穆恩（Michael Moon）同樣認為從事媒體研究和性研究的學生會對它感興趣。
評論者亦認為著作中「戰鬥美少女為日本獨有」的說法不符現實，指齋藤沒有充分研究西方的反例。杜馬斯認為作者雖有上述宣稱，但還是舉出了源於其他國家的「戰鬥美少女」，因此兩者存在矛盾。比蒂表示西方的贝蒂娃娃可以作為上述宣稱的反例。杜馬斯和布里恩扎皆批評《戰鬥美少女的精神分析》的來信分析有欠漏。前者批評作者忽略了來信內容跟自己觀點的矛盾，後者則表示作者沒有調查來信當中有沒有邏輯不一的地方。比蒂和海曼皆評論道著作中對達爾格的分析與整體主題的關係不明顯。穆恩則反批評上述探討欠深入。
不過，他們普遍讚揚《戰鬥美少女的精神分析》在梳理戰鬥美少女題材的歷史時的寫法，認為它相當詳盡或著作中「最有價值」。即使如此，布里恩扎還是指其欠提供每部作品的時代背景及其與作品之間的關係。比蒂則在稱讚的同時批評該一歷史刻畫具「沙文主義色彩」。布里恩扎認為作者經常把「著作中的時間流逝很慢」等特點只歸因於作者及其身處的文化，而忽略了出版社等對作品的影響。不過格林伍德讚揚作者舉出的三大特質。4Gamer.net的編輯Guevarista則認為作者在精神分析上的寫法可以改善。同樣，海曼認為作者雖給出「陽具少女」等用語，但沒有解釋當中有什麼意義。